# 4259 McCoy
A 4259 McCoy (ideiglenes jelöléssel 1988 SB3) a Naprendszer kisbolygóövében található aszteroida. Schelte J. Bus fedezte fel 1988. szeptember 16-án.